# آموزش در ایران

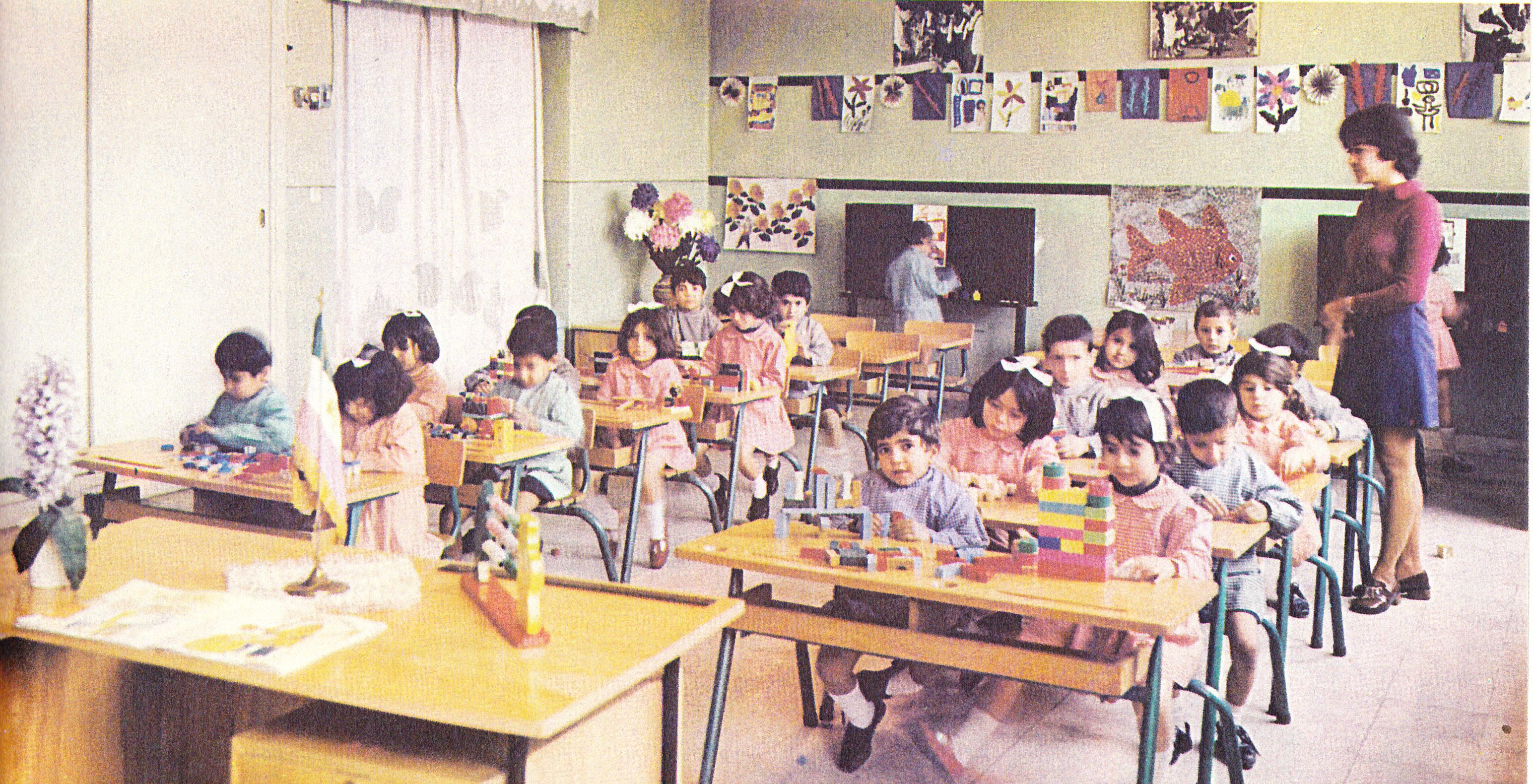
یک پیش‌دبستانی در ایران سال ۱۹۷۲ میلادی

پیشینهٔ آموزش در ایران به دوران باستان می‌رسد.

## پیشینه

### ایران باستان
در فلات ایران، دست کم از پانزده هزار سال پیش، انسان زندگی می‌کرده‌است. دربارهٔ چگونگی آموزش و پروش مردمانی که پیش از آریایی‌ها در این سرزمین زندگی می‌کردند آگاهی چندانی در دست نیست.

نزدیک به چهار هزار سال پیش، آریایی‌ها و از آن جمله مادها، پارسی‌ها و پارتی‌ها به سرزمین ایران مهاجرت‌کردند. مادها در غرب و پارسی‌ها در جنوب و پارتی‌ها در شرق فلات ایران ماندگار شدند و حکومت‌هایی تشکیل دادند.
مادها در حدود هفتصد سال پیش از میلاد در سرزمین‌های غرب ایران چیره شدند و دولت ماد را بنیان گذاشتند. در دورهٔ مادها، کودکان و نوجوانان راه و رسم زندگانی و کار و جنگاوری را در خانه و ایل می‌آموختند. آموزش رسمی مخصوص روحانیان بود. روحانیان، گذشته از خواندن و نوشتن، اصول و مراسم دینی، اخترشناسی و شیوه‌های پیشگویی سرنوشت دیگران را در مراکز دینی فرا می‌گرفتند. مردم دیگر از خواندن و نوشتن بی‌بهره بودند. مادها خطی شبیه خط میخی داشتند.

در دوران هخامنشی، آموزش رسمی ویژهٔ روحانیان زرتشتی (موبدان)، شاهزادگان و دولت‌مردان بود. اما چون در آیین زرتشت آموزش و پرورش به مانند زندگی مهم شمرده شده بود، مردم ایران به پیروی از گفتار حکیمانهٔ زرتشت، یعنی پندار نیک، گفتار نیک و کردار نیک، اخلاق و مهارت‌های سودمند را به فرزندان خود آموزش می‌دادند. در آن زمان آتشکده‌ها جایگاه رسمی آموزش بودند و موبدان علاوه بر درس‌ها مذهبی، پزشکی، ریاضی و اخترشناسی نیز درس می‌دادند.

#### باستان تا ورود اسلام به ایران
در دورهٔ ساسانی فرهنگ و تمدن ایرانی به شرق و غرب گسترش یافت. اما هنوز هم آموزش به گروهی خاص محدود می‌شد. در این دوران مهم‌ترین مرکز علمی و آموزشی دوران باستان، دانشگاه جندی‌شاپور، در شهر گندی‌شاپور به وجود آمد. این شهر را شاپور ساسانی بنیان نهاد و تا حدود قرن چهارم پس از اسلام‌آباد بود. در دانشگاه گندی‌شاپور دانشمندان ایرانی در کنار دانشمندان هندی، یونانی و رومی به فعالیت علمی و بحث و گفتگو مشغول بودند. وقتی مدرسهٔ آتن در سال ۵۲۹ میلادی بسته شد، بسیاری از دانشمندان یونانی به گندی‌شاپور مهاجرت کردند. در زمان خسرو انوشیروان بیمارستانی در این شهر ساخته شد و آموزش طب ایرانی، یونانی و هندی رونق‌ گرفت.
سال ۴۵۹ هجری قمری در تاریخ آموزش و پرورش اسلامی، فصل برجسته‌ای به‌شمار می‌آید. در این سال نخستین مدرسه از رشته مدرسه‌هایی که خواجه نظام الملک، وزیر بزرگ سلجوقیان، ساخته بود در بغداد گشایش یافت. این مدرسه‌ها در جهان اسلام پراکنده شدند؛ تا آنجا که شهرها و روستاهای کوچک را همگام با مدرسه‌های بزرگ در مراکز استان‌ها، دربرگرفت.
پیش از برپایی این مدارس حلقه‌های آموزش در یک جا جمع نمی‌شدند، بلکه در جاهای گوناگون مانند مسجد، بیوت علما و … تشکیل می‌شدند. همین که مدارس پراکنده شدند و فرصت‌ها و امکانات گسترده‌تری برای دانشجویان به سوی این مدرسه‌ها گسیل شدند. از این رو کمتر به دیگر جاها، که پیشتر پررونق بود ولی همچنان سرشت خود را نگه داشتند و با کمی و کاستی گرایش دانشجویان به گونه‌ای تقلیدی همچنان به کار می‌پرداختند، روی می‌آوردند. در واقع روزگار پیش از ۴۵۹ ه‍. ق؛ و پس از آن، عموماً با جایگاه‌های گوناگون آموزش و تدریس، همپا و همراه‌ است.
▪ جایگاه‌های آموزش پیش از بنیاد مدارس، بدین قرار بودند:
ـ مکتب برای آموختن، خواندن و نوشتن
ـ مکتب برای آموزش قرآن و مسایل ابتدایی
ـ آموزش ابتدایی در کاخ‌ها
ـ کتاب فروشی‌ها
ـ خانه‌های دانشمندان
ـ تالارهای ادبی
ـ بیابان (بادیه)
ـ مسجد
همه این‌ها مردم را به فراگیری خواندن و نوشتن واداشت. این گرایش به هنگام شکوفایی اسلام آغاز شد و گذشت زمان انگیزه‌ای برای بهتر شدن این هنر و حتی نوآوری در آن بود. گرچه در آغاز اسلام تعداد مسلمانانی که خواندن و نوشتن می‌دانستند کم بود، ولی همه یا بیشتر آنان را پیامبر اسلام برای نوشتن نزد خود به کار می‌گرفت. از همین‌جا بود که این اندیشه پیدا شد تا (ذمیان، نامسلمانان اهل کتاب) به کسانی که می‌خواستند خواندن و نوشتن یاد بگیرند، آن را بیاموزند. در پیکار بدر بسیاری از مردم مکه به اسارت گرفته شدند، پیامبر اسلام کسانی را که می‌توانستند خواندن و نوشتن بیاموزند، در برابر آموختن آزاد می‌کرد. این خدمت فدیه آزادی نامسلمانان بود و بر این پایه یاد دادن از سوی آنان به چهره یک عرف رایج درآمد.

### دوران مدرن نخستین و ایران مدرن

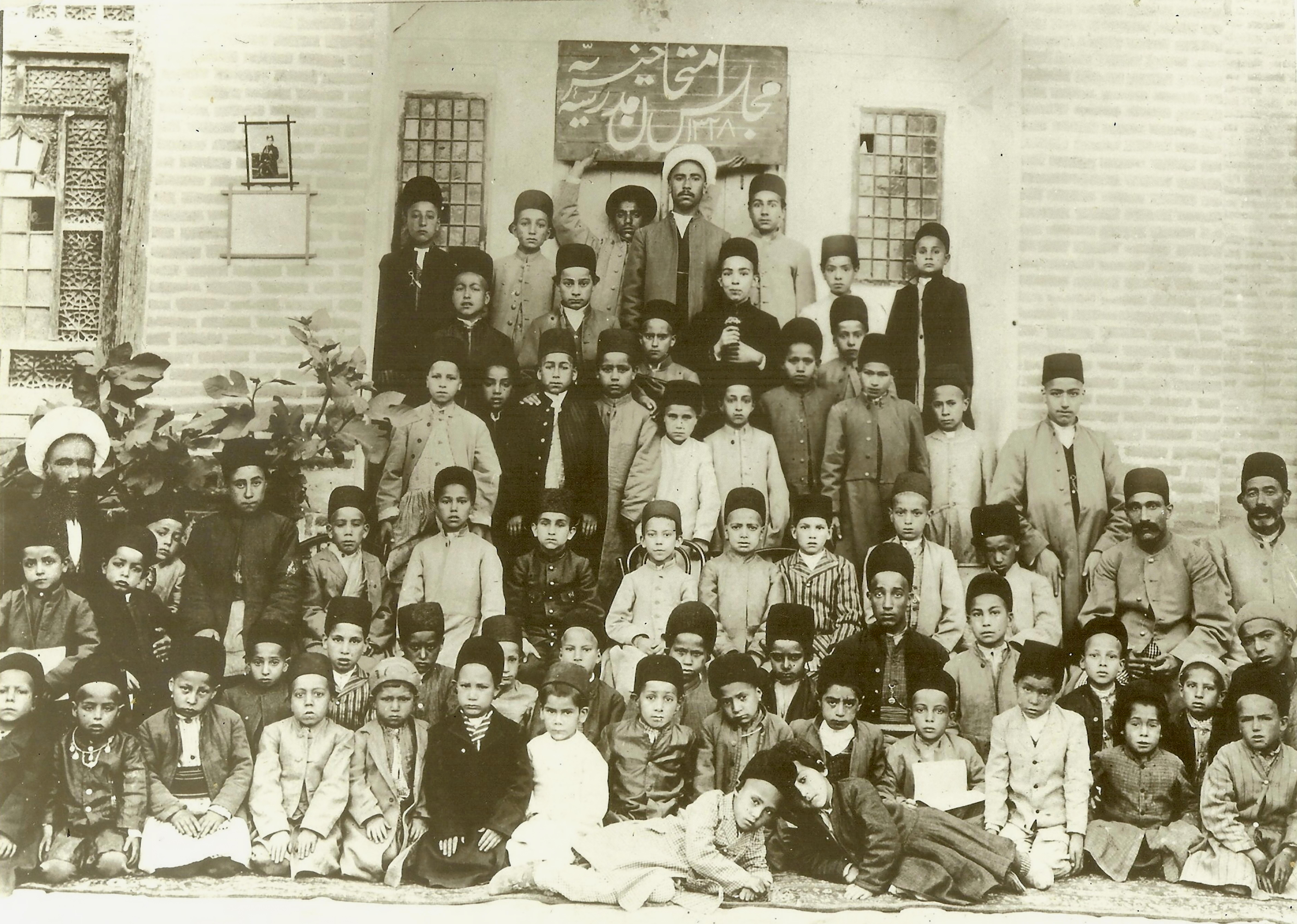
شاگردان مدرسه‌ای در ارومیه، سال ۱۳۲۸ شمسی

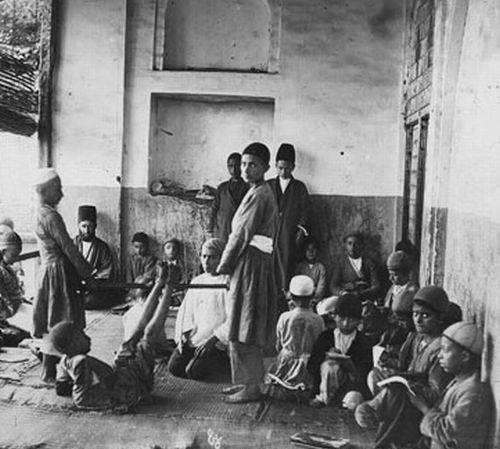
نمایی از یک مکتبخانه ایران قاجاری

#### دوران قاجار
در دوران قاجار جنگ‌های ایران و روس رخ داد که با شکست ایرانیان و از دست رفتن بخش‌های زیادی از ایران همراه بود. البته این شکست دردناک باعث شد که دولت‌مردان دلسوز و فرهیختگان جامعهٔ آن روز به علت شکست ایرانیان آگاه شوند که همانا بی‌خبری از دانش و فن آن روزگار بود. از این رو، در سال ١١٩۴ هجری خورشیدی، ۵ نفر دانشجو به انگلیس فرستاده شد؛ نخستین چاپخانهٔ سربی در ١١٩٠ هجری خورشیدی در تبریز به کار افتاد؛ نخستین روزنامه را میرزا صالح، از دانشجویان فرستاده شده به انگلیس، به نام کاغذ اخبار در ١٢١۶ هجری خورشیدی منتشر کرد و نخستین مدرسه به شیوه امروزی با همت میرزا حسن خان رشدیه در ۱۲۶۶ هجری خورشیدی در تبریز ساخته شد. در اواخر قاجاریه و دوران مشروطه و پس از آن، برخی از فعالان حقوق زنان در آن روزگار بر آن شدند که مدرسه‌های دخترانه بسازند. البته این امر با مخالفت سنت‌گرایان مواجه می‌شد اما تعدادی مدرسه دخترانه ساخته‌ شد.

#### دوران پهلوی و آموزش و پرورش نوین

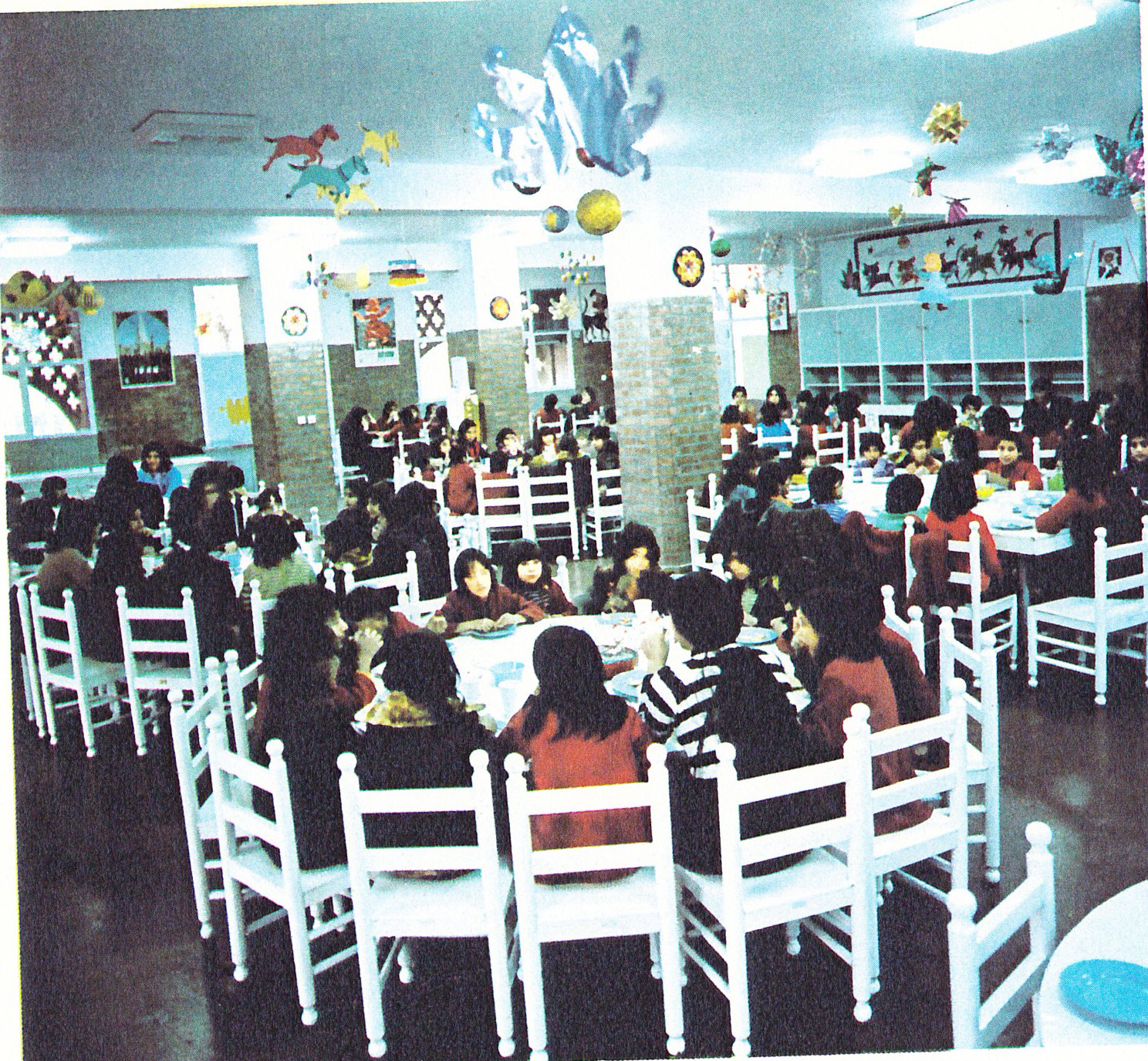
اردوی تابستانی کودکان و نوجوانان، نیاوران، ۱۳۵۱

پیش از روی کار آمدن رضاشاه، سوادآموزی در ایران در جاهایی با نام مکتب‌خانه در مسجدها یا خانه‌های شخصی انجام می‌شد. آموزگاران نیز ملا و ملاباجی بودند و خود اینها نیز تنها سواد خواندن و نوشتن داشته‌اند. در تهران و شهرهای بزرگ نیز، آموزشگاه‌های حرفه‌ای انگشت‌شمار بودند و آموزش‌های ارائه شده نیز در موضوعات محدودی بودند. با آغاز پادشاهی رضاشاه، مکتب‌خانه‌ها همگی بسته شدند و برای نخستین‌بار، مدرسه‌های منظم و رایگان زیادی در سراسر ایران، پدیدار شد. سیستم آموزشی این آموزشگاه‌های نوین، بر پایهٔ کشورهای اروپایی بود و دارای کتاب‌های درسی بودند. نخستین دانشگاه‌ها و دانش‌سراهای مدرن ایرانی پدیدار شدند و ساختمان‌های تازه‌ای چون دانشسرای عالی، هنرستان‌های فنی و حرفه‌ای، هنرستان‌های صنعتی و دانشگاه تهران در شهرها پدید آمدند. مربیان و استادهای خارجی جهت بهبود سطح دانش استخدام شدند و دانشجویانی هم به خارج از کشور اعزام شدند. کم‌کم شمار ایرانیان باسواد، گسترش یافت و این تنها به شهرها محدود نمی‌شد. در بیشتر دهات‌ها نیز دبستان دایر شد و سازمان‌های پیشاهنگی، تربیت بدنی و ورزشی ایرانی پدیدار شدند. در رشته‌های فرهنگی و هنری همچون موسیقی، مجسمه‌سازی، تئاتر، نقاشی و غیره، هنرستان‌هایی بنیان‌گذاری شدند. کتابخانه‌هایی نیز در کشور گشایش یافت و برای حفظ آثار باستانی ایران، اقدام به جمع‌آوری عتیقه‌ها و تأسیس موزه‌ها (همچون موزه ایران باستان) شد.

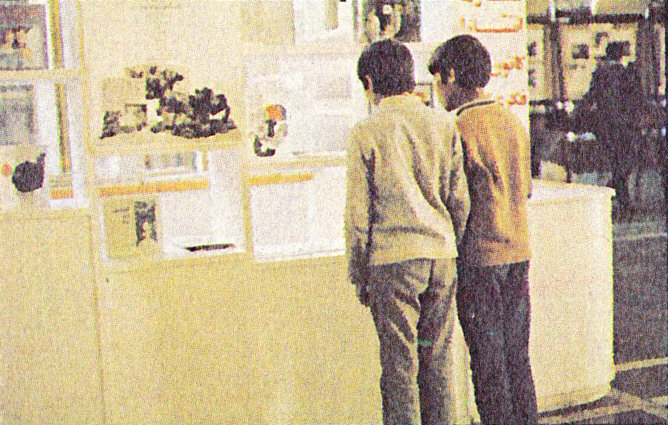
کتابفروشی کانون پرورشی و فکری کودکان در فرودگاه مهرآباد در سال ۱۳۵۴

در دوران پهلوی، آموزش و پرورش نوین برای پسران و دختران در ایران، پایه‌گذاری شد و بعداً توسط جمهوری اسلامی، دنبال شد. سیستمی که تغییراتی کرد اما امکانات دوران پهلوی را نیز نگه داشت. بر اساس قانون اساسی ایران، آموزش و پرورش برای همهٔ کودکان و نوجوانان ایرانی تا دورهٔ متوسطه رایگان است و دولت وظیفه دارد امکان تحصیل را برای همگان از طریق وزارت آموزش و پرورش فراهم‌سازد.
نظام آموزشی ایران دارای دورهٔ ابتدایی، دوره راهنمایی، دوره متوسطه و دورهٔ پیش دانشگاهی بود.
در سال‌های پایانی دهه هشتاد نظام آموزشی به ۳-۳-۳-۳ تغییر کرد. این نظام به‌طور کلی به دو دوره ۶ ساله ابتدایی و متوسطه تغییر کرد. اولین کسانی که با این نظام آموزش دیده‌اند؛ متولدان نیمهٔ دوم ۷۹ و نیمهٔ اول ۸۰ هستند که کلاس ششم ابتدایی داشته‌اند. آن‌ها در پایان دورهٔ اول متوسطه انتخاب رشته کرده‌اند.
علاقه‌مندان به کارهای عملی و فنی مهارت‌های لازم را در هنرستان‌ها و آموزشگاه‌های کار و دانش می‌گذرانند.
دانش‌آموختگان دوره پیش‌دانشگاهی در صورت موفقیت در آزمون‌های سراسری (کنکور)، به دانشگاه وارد می‌شدند که با تغییر نظام این پایه حذف و به جای آن پایهٔ ششم ابتدایی جایگزین شده‌است.

#### دوران جمهوری اسلامی

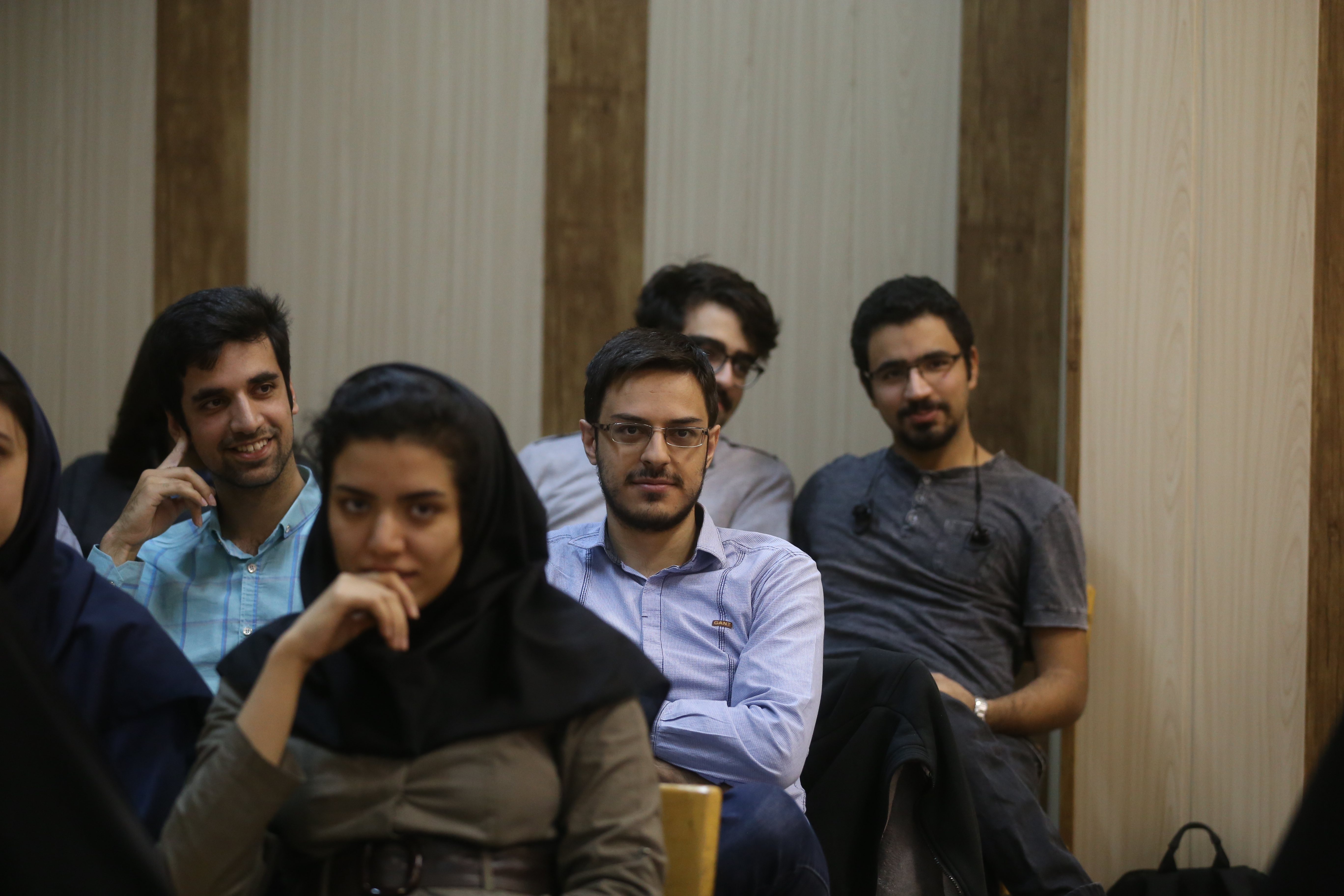
برنامه تحصیلی ویکی‌مدیا در دانشگاه شریف، ایران

در دوران جمهوری اسلامی، آموزش در ایران با زیرساخت‌های پهلوی ادامه یافت و دولت انقلابی جدید تصمیمی بر توقف آموزش عالی در کشور، نگرفت. با این حال، تغییراتی نیز رخ داد. مهم‌ترین دگرگونی، «اسلامی‌سازی» سیستم آموزش ایران بود. همگی دانش‌آموزان از نظر جنسیتی جدا شدند و جداسازی جنسیتی، وارد آموزش در این کشور شد. کتاب‌ها و نوشتار آموزشی نیز کم‌کم بر اساس نظریات کارشناسان جمهوری اسلامی، تغییر کردند و در طی شش ماه پس از انقلاب ۱۳۵۷، مطالب آموزشی مبتنی بر اسلام به آموزشگاه‌ها وارد شد.
دگرگونی‌های سیاسی که از زمان انقلاب ۱۳۵۷ آغاز شد، دوران آموزشگاه‌های مختلط را در ایران پایان داد و تمام آموزشگاه‌ها و دانشگاه‌های ایرانی، ملزم به ترویج ارزش‌های اسلامی شدند. پیروی از عقاید دینی سیاسی رایج، برای دانشجویان و استادان دانشگاهی که مایل به کسب موفقیت در دانشگاه‌های ایران بودند، در دوره جمهوری اسلامی از اهمیت بالایی برخوردار بوده‌است و پذیرش در دانشگاه‌های این کشور، تا اندازهٔ بالایی مبتنی بر تقوی شخصی فرد بوده‌است، خواه واقعی بوده باشد یا برای ملاحظه.

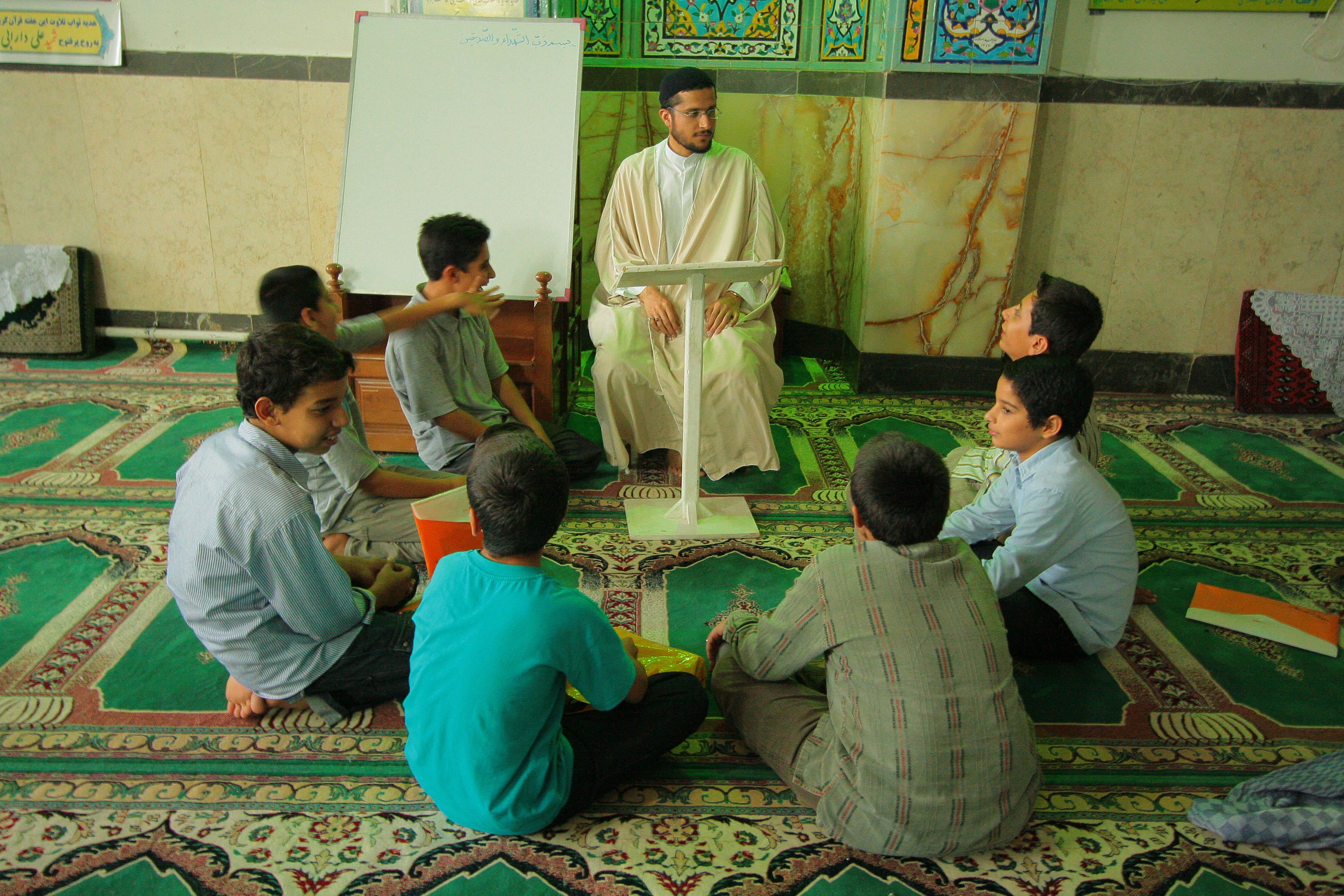
کلاس‌های آموزشی مذهبی تابستانی در قم (ژوئیهٔ ۲۰۰۹)

مؤسسات آموزش عالی ایران پس از انقلاب ۱۳۵۷ متحمل رنج‌هایی شدند؛ با انقلاب ۱۳۵۷، ده‌ها هزار پروفسور و آموزگار یا از این کشور گریختند یا به دلیل سکولاریسم و ارتباط با حکومت پادشاهی، از کار اخراج گردیدند. دانشگاه‌های ایران دچار کمبود پرسنل شدند و نام‌نویسی دانشجویان در کشور کاهش یافت. در حالی که شمار نام‌نویسی در دانشگاه‌های ایران کاهش داشته‌است، میزان پذیرش زنان در دانشگاه‌های این کشور به شکلی چشم‌گیر، افزایش یافته‌است و تا سال ۲۰۰۰ میلادی، بیش از نیمی از دانشجویان ورودی، زنان بودند. بر پایهٔ داده‌های وبومتریک تا ژانویهٔ ۲۰۲۰، پنج مورد برتر دانشگاه‌های ایران به ترتیب، دانشگاه تهران (۴۳۸ جهان)، دانشگاه علوم پزشکی تهران (۵۷۰ جهان)، دانشگاه صنعتی شریف (۷۷۰ جهان)، دانشگاه پلی‌تکنیک تهران (۷۹۱ جهان) و دانشگاه علوم پزشکی شهید بهشتی (۷۹۴ جهان) هستند.

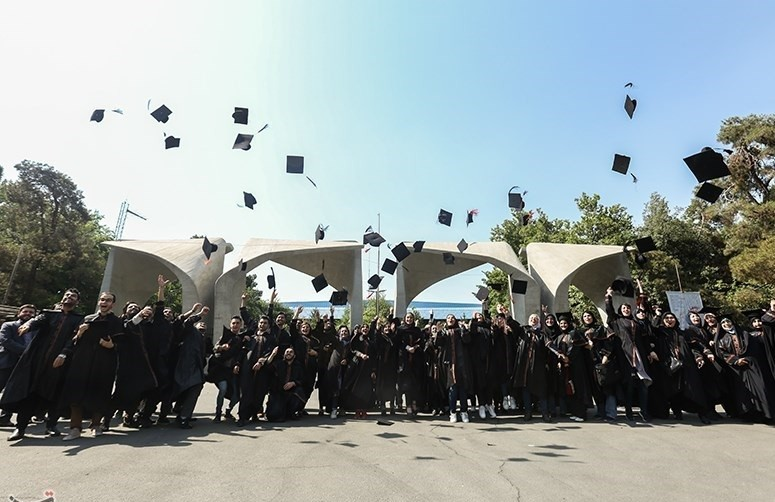
جشن فارغ‌التحصیلی دانشجویان دانشگاه تهران در سال ۲۰۱۹

در اواخر دههٔ ۱۳۹۰، تصویر دختران از روی جلد کتاب درسی سوم ابتدایی حذف شد و به شدت خبرساز شد. منتقدان این عمل، حذف تصویر را نشانه‌ای از تبعیض جنسیتی ساختاری علیه زنان و تمایل‌داشتن به حذف زنان از صحنه اجتماع ایران، عنوان کردند. ریش‌دار کردن مردان نیز در کتاب‌های درسی رسمی کشور، در این دوران انجام شد. آموزش ایدئولوژیک کودکان نیز در دوران جمهوری اسلامی، خبرساز و مورد توجه بوده‌است؛ وجود قابل توجه مناسک مذهبی در کتاب‌های درسی، همچون آموزش ریاضی با تصاویر «وضو گرفتن»، به اعتراضات دربارهٔ «آموزش ایدئولوژیک کودکان در ایران» دامن زده‌است.

## رویکرد و منش

### نسبت به تاریخ

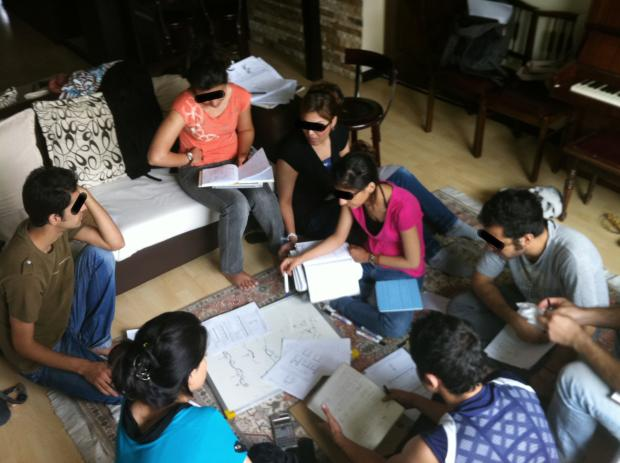
دانشجوهای ایرانی

بر پایهٔ گزارشی در بی‌بی‌سی فارسی، «جمهوری اسلامی هرگونه قرائت متفاوت از شخصیت‌ها و رویدادهای تاریخی را حذف و سرکوب می‌کند تا تنها روایتگر رسمی تاریخ ایران باقی بماند». با این وجود، در مورد روایت‌های کتاب‌های درسی ایران در دوران جمهوری اسلامی، گونه‌ای دوگانگی میان دیدگاه‌ها نیز وجود دارد. به‌عنوان نمونه، در یک کتاب درسی رسمی این دوره، از آریو برزن به عنوان یک قهرمان ایرانی نام برده شده‌است. جایی دیگر در این کتاب‌ها، آمده بود که «البته بعدها پارت‌ها بیگانگان را از ایران بیرون راندند». که اشاره به پیروزی‌های شاهنشاهی اشکانی داشت. گزارش بی‌بی‌سی با مثال‌هایی همانند این، نتیجه‌گیری می‌کرد که «می‌توان گفت که جمهوری اسلامی با تاریخ باستان به عنوان یکی از منابع هویت‌ساز، مخالفتی ندارد بلکه برخلاف ملی‌گرایان آن را تنها منبع هویت‌ساز جامعه ایرانی نمی‌داند». در پایان این گزارش، اعلام شده بود که «در این نوشته به کتاب‌های دوره ابتدایی ارجاع داده‌شده».
در آبان ۱۳۸۸، پس از گذشتن بیش از یک ماه از خبر حذف‌شدن نام شاهان ایرانی از کتاب‌های درسی تاریخ در آموزش و پرورش ایران، و پس از یک بار رد این خبر، سرانجام، چنین خبری رسماً مورد تأیید قرار گرفت. مسئولان وزارت آموزش و پرورش، در مورد انگیزه از چنین کارهایی، اعلام کردند که قصدشان «پررنگ‌تر کردن نقش مردم نسبت به شاهان در رویدادهای تاریخی است». اسماعیل نوری‌علا دربارهٔ حذف‌شدن بخش مهمی از تاریخ از کتاب‌های درسی گفت: «اینها با نیت خیر بازنگری درتاریخ، این کار را انجام نداده‌اند. اینها بودجه‌های هنگفتی را دراین ۳۰ سال خرج کردند و در اختیار اشخاصی چون ناصر پورپیرار قرار دادند تا ثابت کنند ایرانیان پیش از اسلام مردمی وحشی بودند، سلسلهٔ هخامنشیان اصلاً وجود نداشته و کوروش کبیر آدم منحرفی بوده‌است. همهٔ این کارها را انجام داده‌اند و حالا می‌خواهند آن را قانونمند کنند و در کتب درسی هم بیاورند. ما در این ۳۰ سال شاهد بودیم که هر روز با ادعای این که می‌خواهند تاریخ درست را ارائه دهند، تمام واقعیات تاریخی معاصر و گذشته را منکر شده‌اند». در آبان ۱۳۸۸، حمیدرضا حسینی، کارشناس تاریخ، اعلام داشت که: «آنچه مورد اعتراض است، حذف نام شاهان از کتاب‌های درسی نیست، بلکه غلبه رویکردهای غیر علمی در آموزش و پرورش است». حجت‌الاسلام محی‌الدین بهرام محمدیان، معاون پژوهشی وزیر آموزش و پرورش نیز در یک مصاحبه با خبرگزاری فارس، گفت که: «شاه را حذف نکرده‌ایم بلکه سلسله شاهنشاهی را از تاریخ کشور حذف کرده‌ایم».
در آذر ۱۳۹۹، حذف شدن آرامگاه کوروش هخامنشی از یک کتاب درسی پایهٔ یازدهم برای چاپ ۹۹، در میان رسانه‌های فارسی‌زبان، مورد توجه قرار گرفت. دیدگاه‌های مردمی که مورد توجه رسانه اسپوتنیک قرار گرفتند، شامل: «پاک کردن تاریخ کشور ایران از کتاب‌ها به نوعی تیشه‌به‌ریشهٔ خود زدن است» بود.

## دیدگاه‌های پیرامون و بازخورد کارشناسان
- مدرسه‌ها، امروزه در ایران با انتقال فراوان مفاهیم تکراری بی‌معنا، فرصت اندیشیدن را از شاگردان گرفته‌اند. در حقیقت نظام آموزشی ایران فقط به کتاب‌های درسی و حفظ کردن آن‌ها توسط دانش‌آموزان اهمیت می‌دهد. این در حالی است که تنها انتقال اطلاعات برای اندیشیدن کافی نیست. اندیشیدن نیز هدف نیست بلکه وسیله‌ای برای شناخت حقیقی است.[نیازمند منبع] علت اصلی شکست و ناکامی بیشتر معلمان در برابر نوآوری‌های آموزشی به‌ویژه پرورش تفکر، باورهای غلط و از پیش‌ساختهٔ آنان است؛ مثلاً معلمان به جای اینکه روش آموختن و اندیشیدن را به شاگردان بیاموزند، آنان را در مقابل دانسته‌ها و واقعیت‌های علمی قرار می‌دهند. به عقیده جروم برونر مهم نیست که شاگردان چه می‌آموزند بلکه مهم این است که چگونه می‌آموزند.[۱۶]
- سعید پیوندی در رادیو فردا اعلام کرده‌است که: یکی از مشکل‌های پایه‌ای آموزش در دوران جمهوری اسلامی ایران، پایین بودن کیفیت آموزشی بوده‌است. این فقر کیفیتی، به دلیل کمبودها و مشکلات مربوط به امکانات آموزشگاه‌ها بوده‌است و افزون بر آن، به روش‌های سنتی آموزشی و توانایی‌ها و مهارت‌های آموزگاران برای کاربرد روش‌های تازه و متحول‌کردن آموزش و یادگیری بازمی‌گردد.[۱۷] این رسانه، آموزش در دوران جمهوری اسلامی را با هدف اصلی تحمیل یک نظام ارزشی و فرهنگ دینی خاص به نسل جوان ایران، دانست و اعلام کرده که روش‌های آموزشی در چنین نظامی، آمرانه و استبدادی است و دانش‌آموز، آموزگار و خانواده‌های آنان، باید مطیع سیاست‌هایی باشند که از «بالا» به آموزشگاه‌ها دیکته می‌شوند.[۱۷] این رسانه هدف مسئولان آموزشی جمهوری اسلامی را دینی کردن برنامه‌های درسی و کنترل ایدئولوژیک آموزشگاه‌های ایران، دانست.[۱۷]

## بازدهی آموزش
بر اساس یک پژوهش علمی بازدهی آموزش در ایران بین سال های 1387 و 1392 تقریبا 9% می‌باشد. بازدهی در مناطق روستایی 10% و در مناطق شهری 7.8% است.